# Забранена пътека
„Забранена пътека“ (на испански: Senda prohibida) е първата теленовела, произведена в Мексико. Продуцирана е от Хесус Гомес Обрегон през 1958 г. за Telesistema Mexicano. Теленовелата е създадена по оригиналната история от Фернанда Вийели и режисирана от Рафаел Банкелс. Премиерата е на 9 юни 1958 г. по канал Foro TV. Продължителността е 30 минути за епизод, а картината – черно-бяла.
Участие вземат актьорите Силвия Дербес (в положителна, а след това в отрицателната роля), Франсиско Хамбрина, Беатрис Шеридан, Далия Инигес, Ектор Гомес.

## Сюжет
Нора е момиче от малко градче. Амбицирана да постигне нещо в живота, тя напуска родното си място и заминава за столицата Мексико. Благодарение на своята красота и добри обноски не ѝ е трудно да си намери работа в офис, където се влюбва в шефа си.
Шефът е женен, а съпругата му е уважавана дама в обществото, с която имат син. Хитрата провинциалистка получава скъпи подаръци от шефа си, в замяна на ласки. Съпругата му винаги е държала на социалното положение, и го е измъкнала от блатото, когато са се оженили. Нора се разкайва, докато се гледа в огледалото със своята сватбена рокля, и съжалява за болката, която е причинила.

## Актьори
- Силвия Дербес – Нора
- Франсиско Хамбрина – Федерико Гарсия
- Далия Инигес – Ирене
- Ектор Гомес – Роберто
- Барбара Хил
- Хулио Алеман
- Аугусто Бенедико
- Мария Идалия – Клемен
- Луис Беристайн
- Алисия Монтоя
- Хорхе Лават
- Мигел Суарес Ариас
- Беатрис Шеридан
- Рафаел Банкелс
- Мария Антониета де лас Ниевес – Далия

## Премиера
Премиерата на Забранена пътека е на 9 юни 1958 г. по Foro TV. Последният 50. епизод е излъчен на 20 юли 1958 г.

## Адаптации
- Забранена пътека (1961), мексикански игрален филм, режисиран от Алфредо Б. Кревена, с участието на Лилия Прадо.
- Забранена любов (1979), мексиканска теленовела, продуцирана от Ернесто Алонсо за Телевиса, с участието на Клаудия Ислас.
- Забранена пътека (2023), мексикански сериал, продуциран от Жисел Гонсалес за ТелевисаУнивисион, с участието на Ела Велден, Раул Мендес и Хосе Мануел Ринкон.